# アポロQTV

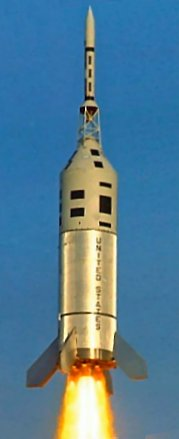
飛行中のリトル・ジョーII ロケット

アポロQTV（性能試験用ロケット, Qualification Test Vehicle）とはアメリカ合衆国のアポロ計画において、アポロ司令・機械船の性能を試験するために使用されたリトル・ジョーIIロケットのことである。
最初の発射実験は1963年8月28日、ニュー・メキシコ州のホワイトサンズミサイル発射基地において行われた。搭載されていた宇宙船および緊急脱出用ロケットは実物ではなく、すべて模型であった。計画のほとんどは成功したが、唯一の失敗は自爆装置が作動しなかったことであった。